# Variétés sinologiques

Les Variétés sinologiques forment une collection de 66 brochures ou livres (en français) sur la Chine publiés par des Jésuites français et chinois de Shanghai entre 1892 et 1938 aux presses de l'orphelinat catholique T'ou-Sè-Wè (Tushanwan). Reprenant la tradition de Matteo Ricci et des Jésuites du XVIIe siècle cette entreprise de publication renoue avec l’intérêt pour la langue et culture chinoise qui a toujours été une marque caractéristique de la Mission jésuite de Chine.  Au début de la guerre sino-japonaise – et l’occupation du pays par les Japonais - avec la victoire finale subséquente des communistes sous Mao Zedong, les publications furent interrompues.  
Une nouvelle série voit le jour en 1982, avec le volume 67, sous les auspices de l'Institut Ricci, basé à Taipei (Taiwan).

## Liste des publications
La liste suivante s'applique à la première série. Sur les 66 brochures répertoriées, 18 concernent les recherches du père Henri Doré sur les superstitions en Chine.  
- Henri Havret: L’île de Tsong-ming à l’embouchure du Yang-tse-kiang, 1892 (2e éd. 1901).
- Henri Havret: La province du Ngan-hoei, 1893.
- Louis Gaillard: Croix et swastika en Chine, 1893.
- Dominique Gandar: Le Canal impérial : étude historique et descriptive. 1894.
- Etienne Zi (徐): Pratique des examens littéraires en Chine. 1894.
- S. Le Gall: Le philosophe Tchou Hi : sa doctrine, son influence. 1894.
- Henri Havret: La stèle chrétienne de Si-ngan-fou : Fac-similé de l’inscription syro-chinoise, 1895.
- Corentin Pétillon: Allusions littéraires (Classifiques 1 à 100), 1895. 2e éd. 1903.
- Etienne Zi (徐): Pratique des examens militaires en Chine, 1896.
- Albert Tschepe :  Histoire du royaume de Tch’ou 吴 (1122-473 av. J.-C.), 1896.
- Pierre Hoang: Notions techniques sur la propriété en Chine, 1897.
- Henri Havret: La stèle chrétienne de Si-ngan-fou (2e partie) : Histoire du monument, 1895.
- Corentin Pétillon: Allusions littéraires (Classifiques 102 à 213), 1895.
- Pierre Hoang: Le mariage chinois au point de vue légal, 1898.
- Pierre Hoang: Exposé du commerce public du sel, 1898.
- Louis Gaillard: Nankin d’alors et d’aujourd’hui : Plan de Nankin (décembre 1898), 1899.
- Jérôme Tobar: Inscriptions juives de K’ai-fong-fou, 1910.
- Louis Gaillard: Nankin d’alors et d’aujourd’hui : Nankin port ouvert, 1901.
- Henri Havret :  T’ien-tchou 天主 : “Seigneur du Ciel” : à propos d’une stèle bouddhique de Tch’eng-tou, 1901.
- Henri Havret : La stèle chrétienne de Si-ngan-fou. 3e partie : Commentaire partiel et pièces justificatives, 1895.
- Pierre Hoang: Mélanges sur l’administration, 1902.
- Albert Tschepe: Histoire du royaume de Tch’ou 楚 (1122-223 av. J.-C.), 1903.
- Louis Gaillard: Nankin d’alors et d’aujourd’hui : Aperçu historique et géographique. 1903. *Mathias Tchang: Synchronismes chinois, 1905.
- Simon Kiong (龚古愚): Quelques mots sur la politesse chinoise, 1906.
- Tchang Tche-tong 张之洞, K’iuen-hio p’ien 劝学篇 : Exhortations à l’étude, 1909.
- Albert Tschepe: Histoire du royaume de Ts’in 秦 (777-207 av. J.-C.), 1909.
- Pierre Hoang: Catalogue des tremblements de terre signalés en Chine, 1909.
- Pierre Hoang: Concordance des chronologies néoméniques chinoise et européenne, 1910.
- Albert Tschepe: Histoire du royaume de Tsin 晋(1106-452), 1910.
- Albert Tschepe: Histoire des trois royaumes, Han 韩 (423-230) Wei 魏 (423-209) et Tchao 赵 (403-222), 1910.
- Henri Doré: Recherches sur les superstitions en Chine [1-2] : Les pratiques superstitieuses, 1911.
- Mathias Tchang: Tombeau des Liang : famille Siao : Siao Choen-tche 萧顺之, 1912.
- Henri Doré: Recherches sur les superstitions en Chine [3-4] : Les pratiques superstitieuses, 1911.
- Joseph Tardif de Moidrey: Carte des préfectures de Chine et de leur population chrétienne en 1911 中国各府天主教图, 1913.
- Henri Doré: Recherches sur les superstitions en Chine [5] : La lecture des talismans chinois, 1913.
- Mathias Tchang et P. de Prunelé: Le Père Simon à Cunha, S J. (ou Li-Yu-Chan), l’homme et l’œuvre artistique.
- Joseph Tardif de Moidrey: La hiérarchie catholique en Chine, en Corée et au Japon, 1914.
- Henri Doré: Recherches sur les superstitions en Chine [6] : La panthéon chinois (1), 1914.
- Etienne Zi (徐): Notice historique sur les t’oan 团 ou cercles du Siu-Tcheou Fou 徐州府, particulièrement sur ceux du district de Ou-toan 五段, 1914.
- Henri Doré: Recherches sur les superstitions en Chine [7-8] : Le panthéon chinois (2-3), 1914.
- F. Roux: Carte du Se-tch’ouan occidental levée en 1908-1910 四川西境及北境图, 1915.
- Henri Doré: Recherches sur les superstitions en Chine [9-11] : Le panthéon chinois (4-6), 1914.
- Jérôme Tobar: Kiao-ou Ki-lio 教务纪略 Résumé des affaires religieuses, 1917.
- Henri Doré: Recherches sur les superstitions en Chine [12] : La panthéon chinois (7), 1914.
- Henri Doré: Recherches sur les superstitions en Chine [13] : Popularisation du confucéisme, du bouddhisme et du taoïsme en Chine, 1918.
- J. van Oost: Dictons et proverbes des Chinois habitant la Mongolie Sud-Ouest, 1918.
- Henri Doré: Recherches sur les superstitions en Chine [14] : La doctrine du confucéisme, 1919.
- Les PP. Havret, Chambeau et Hoang: Mélanges sur la chronologie chinoise. I. Notes concernant la chronologie chinoise  II. Prolégomènes à la concordance néoménique, par le P. Hoang, 1920.
- J. van Oost: Notes sur le T’oemet, 1922.
- H. Dugout: Carte de la province du Kiang-Sou au 200.000e. 1922
- G. Boulais: Manuel du code chinois, 1924.
- Pierre Hoang: Catalogue des éclipses de soleil et de lune, 1925.
- Henri Doré: Recherches sur les superstitions en Chine [15] : Sommaire historique du bouddhisme (Vie illustrée du Bouddha Çakyamouni), 1929.
- L. Schram: Le mariage chez les T’ou-jen 土人 du Kan-sou, 1932.
- L. Pfister: Notices biographiques et bibliographiques sur les jésuites de l’ancienne mission de Chine 1552-1773, 1932.
- Henri Doré: Recherches sur les superstitions en Chine [16] : Sommaire historique du bouddhisme (Inde-Chine jusqu’aux T’ang), 1934.
- Henri Doré: Recherches sur les superstitions en Chine [17] : Sommaire historique du bouddhisme (Chine, depuis les T’ang jusqu’a nos jours), 1936.
- Wang Tch’ang-tche 王昌祉: La philosophie morale de Wang Yang-ming 王阳明, 1936.
- Tchang Tcheng-ming 张正明: L’écriture chinoise et le geste humain 中国文字与人体姿势, 1937
- Tchang Tcheng-ming 张正明: Le parallélisme dans les vers du Cheu king, 1937
- Henri Doré: Recherches sur les superstitions en Chine [18] : Lao-tse et le taoïsme, 1938.